# Metalhead (film)
Metalhead (Málmhaus) è film del 2013 scritto e diretto da Ragnar Bragason.

## Trama
Islanda, estate 1983: il giovane Baldur, chitarrista e amante del metal, muore in un incidente col trattore nella fattoria di famiglia. Per colmare il suo dolore, sua sorella minore Hera cresce nel culto del fratello, a tal punto da arrivare a "sostituirlo".

## Distribuzione
Il film è stato presentato in anteprima mondiale il 7 settembre 2013 al Toronto Film Festival, ed è arrivato nelle sale cinematografiche islandesi il successivo 11 ottobre.

## Riconoscimenti[1]
- 2014 - Premi Edda
  - Attrice dell'anno a Thora Bjorg Helga
  - Attore non protagonista dell'anno a Ingvar Eggert Sigurðsson
  - Attrice non protagonista dell'anno a Halldóra Geirharðsdóttir
  - Miglior montaggio a Valdís Óskarsdóttir
  - Miglior sonoro a Huldar Freyr Arnarson
  - Migliori costumi a Helga Rós Hannam
  - Miglior trucco a Steinunn Þórðardóttir
  - Miglior colonna sonora a Pétur Ben
  - Nomination miglior film
  - Nomination miglior regista a Ragnar Bragason
  - Nomination miglior sceneggiatura a Ragnar Bragason
  - Nomination attore non protagonista dell'anno a Hannes Óli Ágústsson
  - Nomination attore non protagonista dell'anno a Sveinn Ólafur Gunnarsson
  - Nomination miglior fotografia a August Jakobsson
  - Nomination miglior scenografia a Sveinn Viðar Hjartarson
  - Nomination migliori effetti speciali a Dadi Einarsson e Gísli Þórólfsson